# McAlester
McAlester is een plaats (city) in de Amerikaanse staat Oklahoma, en valt bestuurlijk gezien onder Pittsburg County.

## Demografie
Bij de volkstelling in 2000 werd het aantal inwoners vastgesteld op 17.783.
In 2006 is het aantal inwoners door het United States Census Bureau geschat op 18.333, een stijging van 550 (3.1%).

## Geografie
Volgens het United States Census Bureau beslaat de plaats een oppervlakte van
41,0 km², waarvan 40,6 km² land en 0,4 km² water. McAlester ligt op ongeveer 224 m boven zeeniveau.

## Plaatsen in de nabije omgeving
De onderstaande figuur toont nabijgelegen plaatsen in een straal van 24 km rond McAlester.

## Geboren
- Mary Blair (1911-1978), kunstenares
- John Berryman (1914-1972), schrijver en dichter
- Beverlee McKinsey (1935-2008), actrice
- Reba McEntire (1955), countryzangeres